# Stanisław Jerzy Poźniak
Stanisław Jerzy Poźniak herbu Grzymała – chorąży oszmiański w latach 1690–1711, stolnik oszmiański od 1684 roku, pisarz grodzki oszmiański w 1680 roku, starosta żorański.
Deputat powiatu oszmiańskiego do rady stanu rycerskiego rokoszu łowickiego w 1697 roku. Poseł oszmiański na sejm pacyfikacyjny 1698 roku.